# Jenessa Grant
Felicity Jenessa Grant (* 16. Dezember 1988 in Kanada) ist eine kanadische Filmschauspielerin. 2013 spielte sie die Rolle der Lady Aylee in der Serie Reign.

## Filmografie (Auswahl)
- 2011: Internet-Mobbing (Cyberbully, Fernsehfilm)
- 2012: Dreemer (Kurzfilm)
- 2013: Reign (Fernsehserie, 8 Episoden)
- 2015: Die Eindringlinge (The Intruders)
- 2015: Grimm (Fernsehserie, Episode 4x14)
- 2015: Saving Hope (Fernsehserie, Episode 4x05)
- 2017: Ransom (Fernsehserie, 5 Episoden)
- 2017–2019: The Handmaid’s Tale – Der Report der Magd (The Handmaid’s Tale, Fernsehserie, 11 Episoden)
- 2017: Orphan Black (Fernsehserie, 5 Episoden)
- 2019: Tin Star (Fernsehserie, 8 Episoden)
- 2024: Au Jus Confidential (Fernsehserie, 6 Episoden)